# Borek Szlachecki
Borek Szlachecki (prononciation : [ˈbɔrɛk ʂlaˈxɛtskʲi]) est une localité polonaise de la gmina de Skawina, située dans le powiat de Cracovie en voïvodie de Petite-Pologne.